# Indotyphlidae
Famille
Synonymes
- Indotyphlini Lescure, Renous & Gasc, 1986
- Grandisoniilae Lescure, Renous & Gasc, 1986

Les Indotyphlidae sont une famille de gymnophiones. Elle a été créée par Jean Lescure, Sabine Renous et Jean-Pierre Gasc en 1977. 

## Répartition
Les espèces de cette famille se rencontrent en Asie du Sud et en Afrique subsaharienne.

## Liste des genres
Selon Amphibian Species of the World (10 février 2014) :
- Gegeneophis Peters, 1880
- Grandisonia Taylor, 1968
- Hypogeophis Peters, 1880
- Idiocranium Parker, 1936
- Indotyphlus Taylor, 1960
- Praslinia Boulenger, 1909
- Sylvacaecilia Wake, 1987

## Taxinomie
Considérée par le passé comme synonyme des Caeciliidae, elle a été rétablie par Wilkinson, San Mauro, Sherratt et Gower en 2011.

## Publication originale
- Lescure, Renous & Gasc, 1986 : Proposition d'une nouvelle classification des amphibiens gymnophiones. Mémoires de la Société Zoologique de France, vol. 43, p. 145–177.